# ケアレス
ケアレス（Careless、同名馬との区別のためOld Carelessとも呼ばれる）は、17世紀末に活躍したイギリスの競走馬、種牡馬である。馬名は英語で「不注意」の意。ウィリアム3世時代における著名な競走馬の一頭であった。1699年に行われ、1900ギニーが賭けられた初代デヴォンシャー公の牝馬とのマッチレースなど、多数のマッチレースに勝利した記録が残る。
繁殖馬としてはリーデスのもとで供用され、何頭かの重要な牝馬を送り出している。

## 主要な産駒
- ベティリーデス (Betty Leedes) - フライングチルダーズ (Flying Childers) 、バートレットチルダーズ (Bartlet's Childers) の母
- ウォートンズケアレスメア (Wharton's Careless Mare) - ホブゴブリン (Hobgoblin) の母

## 血統表
| ケアレスの血統 | ケアレスの血統                 | ケアレスの血統                 | （血統表の出典）               | （血統表の出典） |
| 父系           | （ダーシーズイエローターク系） | （ダーシーズイエローターク系） | （ダーシーズイエローターク系） | [ § 2 ]          |
| 父 Spanker 鹿  | 父の父D'Arcy's Yellow Turk     | 不明                           | 不明                           | 不明             |
| 父 Spanker 鹿  | 父の父D'Arcy's Yellow Turk     | 不明                           | 不明                           |                  |
| 父 Spanker 鹿  | 父の父D'Arcy's Yellow Turk     | Sedbury Mare                   | Sedbury                        | Sedbury          |
| 父 Spanker 鹿  | 父の父D'Arcy's Yellow Turk     | Sedbury Mare                   | 不明                           |                  |
| 父 Spanker 鹿  | 父の母Old Morocco Mare 芦      | Fairfax Morocco Barb 芦        | 不明                           | 不明             |
| 父 Spanker 鹿  | 父の母Old Morocco Mare 芦      | Fairfax Morocco Barb 芦        | 不明                           |                  |
| 父 Spanker 鹿  | 父の母Old Morocco Mare 芦      | Old Bald Peg 栗                | Arabian                        | Arabian          |
| 父 Spanker 鹿  | 父の母Old Morocco Mare 芦      | Old Bald Peg 栗                | Fairfaxs Barb Mare             |                  |
| 母 Barb Mare   | 母の父不明                     | 不明                           | 不明                           | 不明             |
| 母 Barb Mare   | 母の父不明                     | 不明                           | 不明                           |                  |
| 母 Barb Mare   | 母の父不明                     | 不明                           | 不明                           | 不明             |
| 母 Barb Mare   | 母の父不明                     | 不明                           | 不明                           |                  |
| 母 Barb Mare   | 母の母不明                     | 不明                           | 不明                           | 不明             |
| 母 Barb Mare   | 母の母不明                     | 不明                           | 不明                           |                  |
| 母 Barb Mare   | 母の母不明                     | 不明                           | 不明                           | 不明             |
| 母 Barb Mare   | 母の母不明                     | 不明                           | 不明                           |                  |
| 出典           | 1. 2.                          | 1. 2.                          | 1. 2.                          | 1. 2.            |